# ダーク大和
ダーク大和（ダークやまと、1928年11月1日 - 1991年8月10日、本名:長谷川 卓三）は日本の奇術師、司会者、役者。「奇術界の玉三郎」のニックネームで知られる。日本奇術協会副会長。

## 来歴
島根県鹿足郡六日市町（現・吉賀町）生まれ。その後広島に移住し、父の仕事（鍛冶屋）を手伝う最中、原爆投下により被爆者となる。芸能好きの一家に育った大和は父の勧めで芸人となり、戦後は大衆演劇の大部屋俳優として辛酸を舐める。
1949年、師と慕う漫才師大和家八千代、酒井儀二郎を追って上京。この時「長谷川とんぷく」という芸名を名乗っていたが、師匠のアドバイスにより「ダーク大和」と改名。「ダーク」は暗い世相を反映して、大和は師匠に当たる大和家の屋号の一部を取って付けられたものであった。
その後演芸場での活躍が認められ、伴淳三郎が当時所属していた芸映プロダクションに入る。井沢八郎や三波春夫、こまどり姉妹らの歌謡ショーで司会を務める。しかしこの頃から、仕事を手品師一本に絞るようになり、自前のショーの他、テレビ番組でレギュラー出演を果たす。
1991年8月10日、癌から肺炎を併発し死去。64歳。

## 弟子
大和は14人の弟子を取っている。弟子は以下の通り。
- ダーク豊和
- ダーク浜
- ダーク太陽
- ダーク広春
- ダーク広和
- ダーク史郎
- ダーク千鶴
- ダーク秀樹
- ダーク洋治
- ダーク久美
- ダークみどり
- ダーク宍道
- ダーク夏美
- ダーク喜美

## エピソード
- 生涯で3回結婚している。1回目は大衆演劇の役者時代、2回目は上京後程なくして、そして3回目は何と60歳の時。3回目の結婚式では還暦祝いの赤いちゃんちゃんこを着て臨んでいる[1]。
- 郷里が島根県ということもあり、安来節を得意とした。安来節を初披露したのは浅草木馬亭にて。その後も手品と組み合わせた「安来節手品」を完成させる[1]。

## 出演

### テレビドラマ
- 熱中時代・刑事編 第11話「金庫破りナンバー・ワン」（1979年、NTV） - 加木尾